# Isatou Touray
Isatou Touray, née le 17 mars 1955 à Bathurst, est une femme politique et une militante féministe gambienne. 
Elle s'engage en particulier contre les pratiques de mutilations génitales féminines. Dans le domaine politique, en septembre 2016, elle annonce sa candidature à la présidence de la Gambie, première femme à être candidate, mais se retire en faveur d'Adama Barrow en novembre 2016. Le 2 février 2017, elle est nommée ministre dans le gouvernement de Barrow, puis occupe la fonction de vice-présidente de mars 2019 à mai 2022.

## Biographie
Isatou Touray est née le 17 mars 1955, à Bathurst (aujourd'hui appelée Banjul) capitale de ce qui est à l'époque une  colonie britannique. Elle effectue ses études dans divers établissements de cette ville. Elle travaille ensuite comme enseignante tout en étant étudiante au Gambia College, en gestion familiale et en anglais.
Après cette formation universitaire, Isatou Touray travaille comme enseignante et en tant que travailleuse humanitaire en Gambie. Plus tard, elle reprend des études en pédagogie et en anglais à l'université Usmanu Danfodiyo de Sokoto, au Nigeria, et un master en études du développement à l'Institute of Social Studies, à La Haye et à l'université du Sussex.
Elle travaille depuis sur les droits des femmes en Gambie. Elle s'engage en particulier contre les violences faites aux femmes. Elle est la cofondatrice et la directrice générale de l'organisation GAMCOTRAP, contre les mutilations génitales féminines. Elle est également organisatrice de la Campagne One Billion Rising en Afrique de l'Ouest (Gambie, Sénégal, Guinée-Bissau, Mali et Sierra Leone). One Billion Rising est une campagne internationale lancée par  Eve Ensler, auteure de la pièce Les Monologues du vagin, contre les violences faites aux femmes,. Elle est mariée et a, avec son mari, Alagie Malang Touray, quatre enfants. Elle s'engage aussi sur le terrain politique, dans l'opposition au président Yahya Jammeh, qui semble inamovible.
En septembre 2016, elle annonce sa candidature à la présidence de son pays. Elle se rallie ensuite, comme l'essentiel des partis d'opposition, au candidat Adama Barrow, en novembre 2016. Le 2 février 2017, elle est nommée ministre du Commerce et de l’Intégration régionale. 
Elle est nommée vice-présidente le 15 mars 2019. Elle quitte ses fonctions en mai 2022.